# Dennis DeYoung
Dennis DeYoung (né le 18 février 1947) est un auteur-compositeur-interprète, musicien et producteur américain. Mieux connu pour être l'un des membres fondateurs du groupe rock Styx en tant que chanteur et claviériste, son mandat a duré de 1970 à juin 1999. DeYoung a été crédité en tant qu'auteur de plus de chansons de Styx que tout autre membre du groupe.

## Biographie

### Jeunesse
Dennis DeYoung est né le 18 février 1947 à Chicago (Illinois) de Maurice et Loraine DeYoung. Ayant grandi dans la région de Roseland à Chicago, DeYoung a commencé sa carrière en tant que chanteur en 1961 à l’âge de 14 ans, quand il a fait équipe avec ses voisins de 13 ans, Chuck et John Panozzo, dans un trio. Le groupe a ensuite été rejoint par les guitaristes James Young et John Curulewski pour former le groupe Tradewinds à la fin des années 1960. Le groupe se rebaptise TW4 en 1968 avant de devenir Styx en 1970.
Avant que le groupe ne connaisse le succès, DeYoung a enseigné dans une école primaire de la banlieue sud de Chicago, où il a enseigné la musique dans diverses écoles. Au cours de cette période, le groupe a joué dans un certain nombre de petites salles et auditoriums d'écoles diverses, peaufinant leur savoir-faire avant que la chanson "Lady" ne les propulse au rang de célébrité nationale puis internationale.

### Mandat avec Styx (1970-1999)
Au sein de Styx, DeYoung a joué les rôles de chanteur, claviériste, accordéoniste, producteur et auteur-compositeur. Dès le début du succès commercial du groupe avec le single "Lady" écrit en 1972 par Dennis, qui est devenu le moteur de la création de la plupart des chansons à succès de Styx. DeYoung a écrit et chanté dans sept des huit plus grands succès du groupe, classés au Billboard Hot 100, au cours de cette période, avec "Too Much Time on My Hands" (# 9) de Tommy Shaw étant la seule exception. Les sept hits du Top 10 Billboard parus et interprétés par DeYoung, dans l'ordre de leur classement dans les charts :
- "Babe" Le seul no 1 du groupe jusqu'à maintenant
- "Mr. Roboto" (#3)
- "Show Me The Way" (#3)
- "The Best of Times" (#3)
- "Don't Let It End" (#6)
- "Lady" Le grand succès du groupe (#6 en Mars 1975)
- "Come Sail Away" (#8)

Claviériste autodidacte, DeYoung est rapidement devenu l'un des claviéristes les plus remarquables du rock. En couverture du numéro de janvier 1981 du magazine "Contemporary Keyboard" (un article reproduit dans le livre "Contemporary Keyboard" sur les plus grands claviéristes rock), DeYoung a décrit plusieurs de ses étapes au cours de sa carrière aux claviers: joué d'un piano acoustique jusqu'à la session d'enregistrement de "Lady" en 1972; il a enregistré la chanson "Babe" de 1979 dans le sous-sol d'un ami avec un piano électrique Fender Rhodes qu'il n'avait jamais touché auparavant ; le sentiment étrange de revenir à l'accordéon pour la chanson "Boat on the River" et de découvrir à quel point les touches étaient minuscules au toucher après des années passées à jouer des claviers.
En tant que claviériste chez Styx, on se souvient mieux de DeYoung pour ses solos de synthétiseur bien connus exécutés sur Oberheim qui dominait le mix avec un son unique, un élément clé du son du groupe. Influencé par la récente sortie du premier album éponyme de Emerson, Lake & Palmer, DeYoung - un novice au synthétiseur à l'époque - utilisait un Moog Modulaire pour enregistrer les pistes de claviers du premier album de Styx en 1972. Cet album comportait une version rock de "Fanfare for the Common Man" de Aaron Copland, plus de 5 ans avant ELP qui ont enregistré cette pièce sur leur album Works Volume I parut en 1977.
Les chansons de DeYoung avaient souvent un style grandiose dans la tradition du rock théâtral des années 1970, qui influença considérablement l'orientation du groupe à la fin des années '70, culminant dans les albums concept "Paradise Theater" (1981) et "Kilroy Was Here" (1983). La dissidence de certains membres du groupe à propos de ce dernier album, a provoqué des tensions entre les membres de Styx sur la direction future du groupe, ce qui a conduit au départ du guitariste Tommy Shaw en 1984.

### Début de carrière solo (1984-1989)
Avec Styx dans les limbes après le départ de Shaw en 1984, DeYoung a entamé une carrière solo au succès modeste. Son premier album solo, "Desert Moon" (1984), a généré un succès du palmarès Top 10, la pièce-titre et le single suivant "Don't Wait for Heroes", s'est également distingué dans le Billboard Top 100. L'album "Desert Moon" a été certifié or au Canada en 1984. À ce jour, "Desert Moon" est le seul single solo parmi les membres de Styx à figurer dans le Top 10 du Billboard.
La carrière solo de DeYoung s'est poursuivie avec "Back to the World" (1986), qui contenait les singles "Call Me" et "This Is the Time", qui figuraient dans la bande originale du film Karate Kid II (1986). Son troisième album solo, "Boomchild" (1988), n'a pas eu de single à succès, bien que le clip de la pièce-titre reçoive pas mal de diffusions à la télévision.
Après un hiatus de cinq ans; DeYoung et plusieurs autres membres de Styx ont commencé à discuter d'une éventuelle réunion en 1989. En décembre 1989, Styx s'était réformé officieusement. Tommy Shaw, qui a rejoint Damn Yankees en 1988, n'est pas revenu.

### Réunion avec Styx (1990–92)
En 1990, Styx (moins Tommy Shaw, remplacé par le guitariste auteur compositeur interprète Glen Burtnik) est retourné en studio pour l'album "Edge of the Century" (1990). "Show Me the Way", une chanson écrite par DeYoung pour son fils Matthew, a été largement diffusée à la radio et a atteint le 3e rang du palmarès Billboard Hot 100 (le 8e meilleur single de Styx et le 7e écrit et chanté par DeYoung), particulièrement après un certain nombre de stations de radio l'ont mélangée à des pistes vocales de parents qui sont partis se battre dans la première guerre du golfe Persique. Cela a placé le groupe dans un nombre exclusif parmi les rares formations à se classer parmi les dix meilleurs tubes sous quatre présidents différents des États-Unis. Le groupe effectue de nombreuses tournées avant qu'A & M Records (qui vient de fusionner avec PolyGram Records) le retire de sa liste en 1992; le groupe s'est alors séparé peu après.

### Aventures dans les comédies musicales (1993-1995)
Entre ses passages chez Styx, DeYoung, un fervent catholique, a participé à un renouveau itinérant de la comédie musicale "Jesus Christ Superstar" en 1993. Il a participé à environ 200 représentations dans le rôle de Ponce Pilate. Cette expérience l’a inspiré pour l’enregistrement de son album de Broadway Standard de 1994, "10 on Broadway" en 1994, et pour l’introduction de sa propre comédie musicale basée sur Notre-Dame de Paris, "The Hunchback of Notre Dame".

### Réunion avec Styx (1995–99)

#### Lady '95
En 1987, A & M Records avait publié l'album de compilation Styx - "Classics Volume 15", mais depuis, A & M ne détenait plus les droits de l'enregistrement original de la chanson "Lady" (qui avait été publié par Wooden Nickel Records dans le cadre d'un contrat de distribution avec RCA Records), celle-ci n’a donc pu être incluse sur le disque. En 1995, Styx s'est réuni cette fois avec Tommy Shaw, mais sans John Panozzo, malade en phase terminale, qui avait développé une cirrhose après des années d'alcoolisme chronique. Le groupe a enregistré une nouvelle version de "Lady", qui est devenue la piste principale ("Lady '95") d'un nouvel album de compilation, "Styx Greatest Hits" pour A & M. Todd Sucherman (non crédité) a fourni la piste de batterie pour la session d'enregistrement. Panozzo est décédé des suites d'une hémorragie gastro-intestinale le 16 juillet 1996. Sucherman a pris sa place et en 1996, Styx a effectué une tournée pour la première fois en quatre ans.

#### Tournée "Return to Paradise" (1996-1997)
La tournée de Styx en 1996, surnommée la tournée "Return to Paradise" par le groupe, a connu un succès remarquable, de même qu'un enregistrement en direct du spectacle sur deux disques (avec trois nouvelles chansons de studio); En 1997, l'album live "Return to Paradise" a remporté l'or et a été l'un des 30 premiers succès du palmarès des charts Adulte contemporain du Billboard. Avec la réponse positive et un nouveau label (CMC International), Styx est retourné en studio en 1998 et a commencé à travailler sur son premier album studio en huit ans.

### Départ de Styx (1999)
Bien que DeYoung et ses compagnons de groupe aient pu mettre de côté leurs désaccords musicaux et personnels lors de la tournée "Return to Paradise", ces mêmes problèmes ont refait surface une fois le travail commencé sur leur nouvel album, "Brave New World". Pour compliquer les choses, la santé physique de DeYoung a soudainement empiré, il a déclaré qu'il souffrait d'un trouble semblable à un syndrome de fatigue chronique qui affectait son nerf trijumeau et qu'il ne serait pas en mesure de jouer sur scène en raison d'une sensibilité à la lumière vive et au son provoquée par ce trouble. Les quatre autres membres de Styx ont déclaré que le groupe était obligé par contrat de faire une tournée pour soutenir l'album "Brave New World". Lorsque DeYoung a répété que ses problèmes de santé le rendaient incapable de se produire en concert, les autres membres du groupe ont choisi de remplacer DeYoung par le musicien chanteur canadien Lawrence Gowan en 1999 afin de s'acquitter de leur obligation de tournée.
DeYoung a poursuivi ses anciens membres du groupe, cherchant à obtenir le droit d'utiliser le nom du groupe pour soutenir sa carrière solo. La poursuite a été réglée en 2001, le groupe étant autorisé à conserver le nom "Styx" et DeYoung pouvant utiliser ce nom dans des expressions descriptives telles que "la musique de Styx" ou "anciennement de Styx" (mais pas "la voix de Styx ").
Le groupe a toujours affirmé qu’il était peu probable qu'il se réunisse de nouveau avec DeYoung. Interrogé sur d'éventuelles réunions avec celui-ci, le guitariste James Young, a commenté durant une édition de la série télévisée "Behind the Music" de VH1, intitulée "Peut-être qu'ils jouent au hockey sur le fleuve Styx". Young a également abordé le sujet des retrouvailles lors d'un épisode de "Feuds 2000" de VH1, soulignant que la possibilité d'une réunion ne se produirait que, comme The Eagles ont déclaré, quand l'enfer gèlera "When Hell Freezes Over" lors de leur propre séparation. Le bassiste Chuck Panozzo, qui ne tournait plus activement avec Styx en raison de problèmes de santé liés à son statut séropositif, a offert un ton plus optimiste à un écrivain faisant une histoire sur le groupe pour "Tampabay.com"; Tout en réfléchissant à l’effet de la perte de son frère jumeau John Panozzo a eu sur le groupe, Panozzo a déclaré: "Avant que d'autres d’entre nous ne meurent, j’espère que cela se produira. Chaque année que cela ne se produit pas est une année supplémentaire. Et si vous attendez trop longtemps, qui s'en souciera?" Mais dans une interview donnée au magazine rock "Rolling Stone" par Tommy Shaw en 2011, il a indiqué qu'il ne pensait pas qu'une réunion était réaliste, notant : "Nous sommes cinglés, mais pas fous".

### Carrière post-Styx
En février 2000, DeYoung a été invité à donner un concert mettant en vedette ses nombreuses chansons de Styx, ainsi que ses œuvres en solo et sa comédie musicale de 1997, "The Hunchback of Notre Dame", avec un orchestre. Le spectacle, joué au Rosemont Theatre près de Chicago, la ville natale de DeYoung, était une affaire de famille pour Dennis. Son épouse Suzanne et sa belle-sœur Dawn Marie Feusi ont fait les chœurs, sa fille Carrie Ann était chargée de la publicité, tandis que son fils Matthew concevait l'éclairage de la scène. Le concert a été bien accueilli et a servi de base à une version itinérante du spectacle, puis à un album de 2004, "The Music of Styx - Live" avec un orchestre symphonique.
En bonne santé une fois encore, DeYoung a repris la tournée avec un orchestre de 50 musiciens complété par un groupe rock composé de cinq musiciens, dont Tommy Dziallo à la guitare, Hank Horton à la basse et Kyle Woodring (qui a joué avec John Mellencamp et Deana Carter) à la batterie qui a également effectué des spectacles avec DeYoung avec ou sans l'orchestre.
DeYoung a fait ses débuts cinématographiques majeurs dans The Perfect Man en 2005, dans lequel il a joué le chanteur soliste dans un groupe hommage à Styx.
En août 2006, DeYoung est apparu avec Roger Hodgson de Supertramp sur "Canadian Idol", où il a joué avec les candidats et les a guidés.
Le 20 avril 2006, au Community Theatre de Morristown dans le New Jersey, DeYoung est de nouveau sur scène avec l’ancien guitariste et bassiste de Styx, Glen Burtnik, dans le cadre de sa série de concerts "Lost Treasures". C’est la première fois depuis près de sept ans que les deux sont apparus ensemble. Sur son site Web, DeYoung a plaisamment qualifié le spectacle de "Denny and Glenny Show". Sur scène, le duo a débuté avec le classique des Beatles "We Can Work It Out" et a également interprété "Watching the World Go by" et "All for Love", des chansons écrites à l'origine pour l'album inédit de Styx "Edge of the Century 2".
Les 14 et 15 septembre 2006, DeYoung est apparu avec Hal Sparks dans "Celebrity Duets", une émission de téléréalité américaine produite par Simon Cowell. Ils ont chanté les chansons de Styx "Come Sail Away" et "Mr. Roboto". DeYoung a été invité à revenir sur "Celebrity Duets" le 28 septembre 2006 avec le finaliste Hal Sparks. Le duo a interprété le hit "Lady", un hit de l'époque Styx écrit par DeYoung en 1973, DeYoung faisant la sérénade à son épouse Suzanne dans le public, tandis que Hal faisait de même pour sa petite amie de longue date.
En 2007, DEP Records Canada a sorti le CD live tiré du concert de 2004, "Dennis DeYoung and the Music of Styx Live with Symphony Orchestra", qui a ensuite atteint le statut de disque platine (au Canada, plus de 50 000 exemplaires vendus pour un double CD). Ils ont également sorti son DVD "The Rock: Symphonic Music of Styx", qui a été triple platine. En outre, il est apparu dans la série de télé réalité canadienne "Star Académie".
Le 19 juin 2007, DeYoung a lancé au Canada son cinquième album solo, "One Hundred Years from Now", marquant le retour à ses racines rock. Le premier single était la chanson titre, était un duo avec le chanteur québécois Éric Lapointe. Le single a atteint le numéro 1 des charts Single Radio et Soundscan de Québec Radio. L’album est sorti aux États-Unis le 14 avril 2009, avec des chansons légèrement différentes. Une chanson "I Believe In You" a été diffusée sur Sirius XM et sur certaines stations de radio locales.
Le 31 décembre 2007, il a interprété "Mr. Roboto", "Come Sail Away" et de nombreux autres classiques de Styx devant un large public au Victoria Park de Niagara Falls, au Canada, et devant des millions de téléspectateurs en direct sur CHCH-TV Channel 11. Après son concert, il a donné une brève interview en direct avec Mat Hayes de CHCH-TV.
Le 8 mai 2008, la version musicale de DeYoung de "The Hunchback of Notre Dame" a été créée au Bailiwick Repertory Theatre à Chicago. Cette production a ensuite remporté le prix Joseph Jefferson de la meilleure comédie musicale à Chicago en 2008.
Le 20 septembre 2008, DeYoung s'est produit lors du concert-bénéfice organisé par le Rock and Roll Hall of Fame pour la fondation John Entwistle. Le concert bénéfice a eu lieu à l'amphithéâtre Koka Booth de Cary, en Caroline du Nord, et a rassemblé de nombreux autres musiciens de rock and roll. Lui et son groupe ont interprété de nombreux succès de Styx.
En novembre et décembre 2008, DeYoung était l'un des artistes vedettes de la tournée de la ville allemande 20 nuits de la Proms. Il a rejoint Robin Gibb, Tears for Fears, 10CC et Kim Wilde lors de la tournée à guichets fermés. Il a également accompagné Robin Gibb des Bee Gees au piano dans le cadre de l'émission "How Deep Is Your Love".
Le 12 juillet 2009, DeYoung a été honoré par sa ville natale, Chicago, du "Great Performer of Illinois Award". Après la cérémonie de remise des prix dans le Jay Pritzker Pavilion conçu par Frank Gehry dans le Millennium Park de Chicago, DeYoung et son groupe ont interprété de nombreux succès de Styx lors d'un concert gratuit.
Le 13 octobre 2009, la création sonore de DeYoung surnommée "ARF 2600" (tirée du synthétiseur ARP 2600) a été présentée en première mondiale lors de l'ouverture de « The 101 Dalmatians Musical » à Minneapolis au Minnesota.
En 2010, DeYoung a formé un nouveau groupe pour représenter le son et le look du groupe original Styx, consacré à la musique de son ancien groupe en ajoutant un guitariste et chanteur similaire à Tommy Shaw, August Zadra, et le bassiste-chanteur Craig Carter. pour rejoindre John Blasucci, le guitariste de James Young, Jimmy Leahey, Tom Sharpe et sa femme Suzanne DeYoung dans l'interprétation des tubes de Styx "Renegade", "Blue Collar Man" et d'autres, ainsi que des œuvres solo de DeYoung. Les membres actuels du groupe ont été vantés pour leurs talents.
Le 21 octobre 2014, un coffret 2CD + DVD et Blu-ray, "Dennis DeYoung... And the Music of Styx Live in Los Angeles", est sorti aux États-Unis via Frontiers Records. La date de sortie européenne était le 17 octobre 2014. Le 21 octobre 2014 également, une version condensée de cet ensemble de concerts en direct a été diffusée sur la série de concerts AXS TV Headliner Club. Le concert a eu lieu au théâtre El Rey à Los Angeles, en Californie, le 18 mars 2014.
Le 25 juin 2019, le New York Times Magazine a classé Dennis DeYoung parmi des centaines d'artistes dont le matériel aurait été détruit lors de l'incendie des Studios Universal de 2008.

### Vie privée
Le 18 janvier 1970, DeYoung a épousé sa chérie de longue date, Suzanne Feusi. Le couple a deux enfants, sa fille Carrie Ann et son fils Matthew. Suzanne DeYoung rejoignait fréquemment son mari sur la route et, éventuellement, leurs enfants aussi, afin de stabiliser leur famille.
DeYoung est un grand fan des White Sox de Chicago.

## Discographie

### Styx

#### Albums studio
- 1972 ; Styx
- 1973 : Styx II
- 1973 : The Serpent Is Rising
- 1974 : Man of Miracles
- 1975 : Equinox
- 1976 : Crystal Ball
- 1977 : The Grand Illusion
- 1978 : Pieces of Eight
- 1979 : Cornerstone
- 1981 : Paradise Theatre
- 1983 : Kilroy Was Here
- 1990 : Edge of the Century
- 1999 : Brave New World

#### Albums live
- 1984 : Caught in the Act
- 1997 : Return to Paradise

#### Compilations
- 1977 : Best of Styx
- 1980 : Lady
- 1987 : Styx Classics Volume 15
- 1991 : Styx Radio-Made Hits 1975–1991
- 1992 : Greatest Hits
- 1995 : Styx Greatest Hits
- 1996 : Styx Greatest Hits Part 2
- 1997 : The Best of Times: The Best of Styx
- 2000 : Extended Versions
- 2000 : Singles Collection
- 2001 : Styx Yesterday & Today
- 2002 : 20th Century Masters
- 2004 : Come Sail Away - The Styx Anthology
- 2005 : The Complete Wooden Nickel Recordings (2005)

### Solo

#### Albums studio
- 1984 : Desert Moon
- 1986 : Back to the World
- 1989 : Boomchild
- 1994 : 10 on Broadway
- 2007 : One Hundred Years from Now
- 2020 : 26 East : volume 1

#### Albums live
- 1996 : The Hunchback of Notre Dame
- 2004 : The Music of Styx - Live with Symphony Orchestra
- 2014 : Dennis DeYoung And The Music of Styx - Live in Los Angeles

### La musique de Styx et de Dennis DeYoung au cinéma
- 1983 : Kilroy Was Here
- 1986 : The Karate Kid, Part II
- 1999 : The Virgin Suicides
- 1999 : Big Daddy
- 1999 : Detroit Rock City
- 2002 : Austin Powers in Goldmember
- 2003 : Old School
- 2004 : Shrek 2
- 2005 : The Perfect Man

### La musique de Styx et de Dennis DeYoung à la télé
- The Simpsons
- My Name is Earl
- Arrested Development
- That '70s Show
- Freaks and Geeks
- Dharma and Greg
- ER
- Chuck
- King of Queens
- Sex and the City
- South Park
- Family Guy
- The Office
- It's Always Sunny in Philadelphia
- Glee
- Modern Family
- The Goldbergs
- Mr Robot